# サン＝ミシェル＝シュル＝オルジュ
サン＝ミシェル＝シュル＝オルジュ （Saint-Michel-sur-Orge）は、フランス、イル＝ド＝フランス地域圏、エソンヌ県のコミューン。

## 概要
サン＝ミシェル＝シュル＝オルジュは、オルジュ川と2km以上接している。地域圏内の他都市同様、都市化が土壌流出の防止につながっている。洪水を防ぐため多くの設備が置かれている。
地名に関する情報はわずかしかない。1793年にコミューンとなった当時の名は、サン＝ミシェルであった。1801年の法令により、オルジュ川の名がコミューン名に加えられた。

## 交通
- 鉄道 - RER C線、サン＝ミシェル＝シュル＝オルジュ駅。

## 姉妹都市
- ベル、マリ
- ヴェスプレーム、ハンガリー
- ジャンベルク、チェコ共和国